# Vasyl' Stus
Vasyl' Semenovyč Stus (in ucraino Василь Семенович Стус?; Rachnivka, 6 gennaio 1938 – Perm-36, 4 settembre 1985) è stato un poeta e attivista ucraino con cittadinanza sovietica, noto per le sue poesie, le critiche letterarie, le traduzioni, il suo attivismo per i diritti umani con la partecipazione nel Gruppo ucraino di Helsinki e la sua appartenenza al movimento dissidente nell'Unione Sovietica.
Per le sue convinzioni politiche, le sue opere furono bandite dal regime sovietico e trascorse 13 anni in detenzione fino alla sua morte a Perm-36 — allora campo di lavoro forzato sovietico per prigionieri politici, successivamente Museo di storia della repressione politica — dopo aver dichiarato uno sciopero della fame il 4 settembre 1985. Il 26 novembre 2005 il presidente ucraino Viktor Juščenko gli ha conferito postumo il più alto titolo nazionale: Eroe dell'Ucraina. Stus è ampiamente considerato come uno dei più importanti poeti ucraini.

## Biografia
Vasyl' Stus è nato nel gennaio 1938 in una famiglia di contadini nel villaggio di Rachnivka, nel raion di Hajsyn, nell'oblast' di Vinnycja (attuale Ucraina), RSS Ucraina. L'anno successivo, i suoi genitori Semen Dem'janovyč e Iryna Jakivna si trasferirono nella città di Stalino (ora Donec'k). I loro figli si unirono a loro un anno dopo. Vasyl' ebbe il suo primo approccio con la lingua e la poesia ucraine da sua madre che gli ha cantato canzoni popolari ucraine.
Dopo la scuola secondaria, Vasyl' Stus è entrato nel Dipartimento di Storia e Letteratura dell'Istituto Pedagogico di Stalino (oggi Università di Donec'k). Nel 1959 si è diplomato all'Istituto con il massimo dei voti. Dopo la laurea, Stus ha lavorato brevemente come insegnante di lingua e letteratura ucraina nelle scuole superiori nel villaggio di Taužnja nell'oblast' di Kirovohrad, e poi è stato arruolato nell'esercito sovietico per due anni. Mentre studiava all'università e durante il servizio militare negli Urali, iniziò a scrivere poesie e tradusse in ucraino più di cento versi di Johann Wolfgang von Goethe e Rainer Maria Rilke. Le copie originali delle sue traduzioni furono successivamente confiscate dal KGB ed andarono perdute.
Dopo il servizio militare, Stus ha lavorato come redattore per il quotidiano Socialistyčnyj Donbas (Соціалістичний Донбас») tra il 1960 e il 1963. Nel 1963, è entrato in un programma di dottorato (PhD) presso l'Istituto di letteratura Ševčenko dell'Accademia delle scienze ucraina a Kiev. Allo stesso tempo, ha pubblicato le sue prime poesie selezionate.

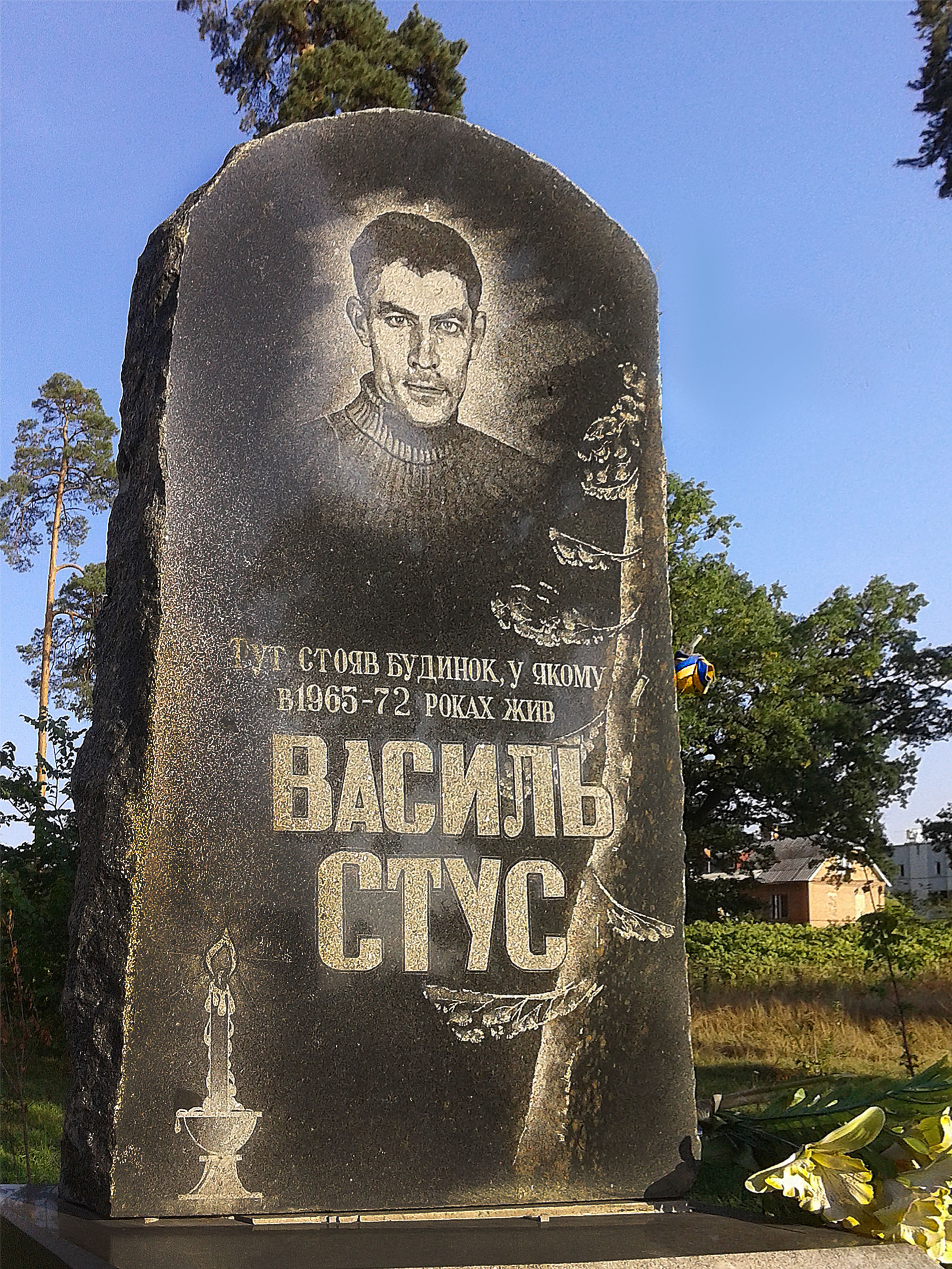
Monumento nella piazza Stus (in precedenza prospekt Peremohy) dove al numero 119 Stus visse dal 1965 al 1972

Il 4 settembre 1965, durante la prima del film di Sergej Iosifovič Paradžanov Le ombre degli avi dimenticati nel cinema Ukraïna di Kiev, Vasyl' Stus prese parte a una protesta contro gli arresti dell'intellighenzia ucraina. Di conseguenza, è stato espulso dall'Istituto il 30 settembre e successivamente ha perso il lavoro presso l'Archivio Storico di Stato. Successivamente ha lavorato in un cantiere edile, pompiere e ingegnere, continuando il suo intenso lavoro sulla poesia. Nel 1965, ha presentato il suo primo libro Kruhovert' (Круговерть) a un editore, ma è stato rifiutato a causa della sua discrepanza con l'ideologia e lo stile artistico sovietici. Anche il suo libro seguente di poesie Zimovi dereva (Зимові дерева) è stato respinto, nonostante le recensioni positive del poeta Ivan Drač e del critico Jevhen Adel'hejm. Nel 1970, il libro è stato pubblicato in Belgio.
Il 12 gennaio 1972 Stus fu arrestato per "agitazione e propaganda antisovietica". Ha scontato una condanna a cinque anni in un campo di lavoro e due anni di esilio nell'oblast' di Magadan.
Nell'agosto del 1979, dopo aver scontato la pena, tornò a Kiev e lavorò in una fonderia. Si espresse in difesa dei membri del Gruppo Ucraino di Helsinki, cui si unì lui stesso nell'ottobre del 1979.

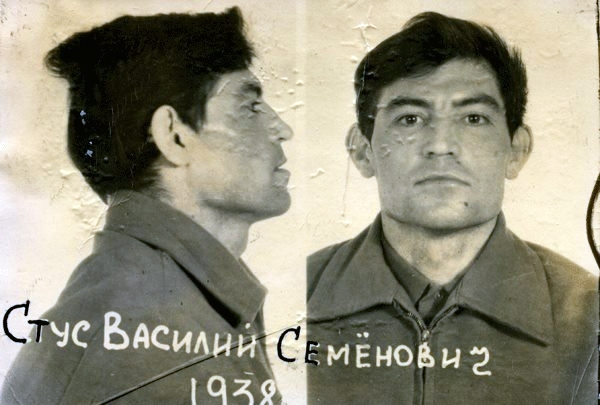
Foto del KGB di Stus, 1980

Il 14 maggio 1980, prima delle Olimpiadi di Mosca del 1980, fu arrestato e condannato a 10 anni di carcere per "attività antisovietica". La sua difesa durante il processo fu affidata a Viktor Medvedčuk, che nel proprio discorso conclusivo dichiarò che i crimini di Stus meritavano una punizione.
Nel 1985 un comitato internazionale di studiosi, scrittori e poeti nominò Stus per il premio Nobel per la letteratura del 1986, ma la candidatura non si poté concretizzare: Vasyl Stus morì il 4 settembre 1985 nel campo di lavoro forzato Perm-36 per prigionieri politici (vicino al villaggio di Kuchino, nell'oblast' di Perm'), dove era stato trasferito nel novembre 1980.

## Vita privata
Nel 1965 Stus sposò Valentyna Popeljuch; suo figlio, Dmytro, è nato nel 1966.